# Feryel Lakhdar
Feryel Lakdhar, née en 1965 à Tunis, est une plasticienne tunisienne. 

## Biographie
Elle étudie à l'École nationale supérieure d'architecture et à l'École des Beaux-Arts à Paris.
Elle commence à exposer en 1986 au musée municipal de Sidi Bou Saïd, rebaptisé galerie Hédi-Turki. Elle réalise sa première exposition personnelle à la Galerie Ammar-Farhat en 1993. 
Depuis, Lakhdar expose notamment au Portugal, aux Émirats arabes unis, en France, en Italie et au Liban et participe par ailleurs aux expositions universelles de 1992 à Séville et de 2000 à Hanovre.
En 2013, elle organise avec Aycha Ben Khalifa une exposition intitulée La part du rêve à la villa Didon de Tunis.